# Aigrefeuille-sur-Maine

Aigrefeuille-sur-Maine este o comună în departamentul Loire-Atlantique, Franța. În 2009 avea o populație de 3,124 de locuitori.